# Harald Ilsøe
Harald Ilsøe (født 18. januar 1933, død 5. august 2019) var en dansk forskningsbibliotekar og historiker.
Harald Ilsøe blev ansat som forskningsbibliotekar på det Kongelige Bibliotek i 1965 og gik på pension i 1994, men arbejdede stadig med forskningsprojekter, senest i 2007 med bogen Biblioteker til salg : om danske bogauktioner og kataloger 1661-1811.
Harald Ilsøe har udarbejdet en lang række bibliografiske værker, bl.a. 555 danske selvbiografier og erindringer : en kronologisk fører med referater til trykte selvbiografier forfattet af personer født før 1790 (1988), Bogtrykkerne i København og deres virksomhed ca. 1600-1810 : en biobibliografisk håndbog med bidrag til bogproduktionens historie (1992), Kilder og litteratur til Det kongelige Biblioteks historie, trykt 1844-1992 : en udvalgsbibliografi (1992), Det kongelige Bibliotek i støbeskeen : studier og samlinger til bestandens historie indtil ca. 1780 (2 bind, 1999), På papir, pergament og palmeblade – : skatte i Det kongelige Bibliotek : en præsentation i billeder og tekst i anledning af 200-årsdagen for bibliotekets åbning for publikum (2004).
Han var medredaktør og medforfatter til afsnittet med aktstykker om pligtaflevering 1697-1997 i bogen Den trykte kulturarv – Pligtaflevering gennem 300 år (1998).
Desuden har han skrevet en lang række af artikler i fagtidsskrifter såsom Bibliotekshistorie, Magasin fra Det kongelige Bibliotek og Fund og forskning i Det kongelige Biblioteks Samlinger. Sidstnævnte tidsskrift var han også sammen med John T. Lauridsen medredaktør af. Han var medlem af Den danske historiske Forenings bestyrelse 1969-1989.
Han var redaktør på bogen Sådan set – erindringer fra Det Kongelige Bibliotek (1993) der indeholder erindringsbidrag omhandlende det Kongelige Bibliotek fra mange kendte forskere fra ind- og udland.